# Compagnie des Chemins de fer de l'Est-Algérien
La Compagnie des Chemins de fer de l'Est-Algérien (EA), era una società ferroviaria francese creata per la costruzione e l'esercizio di una rete di ferrovie nel Dipartimento di Costantina, in Algeria. La compagnia costruì sia linee a scartamento normale (1435 mm) che a scartamento ridotto (1055 mm).

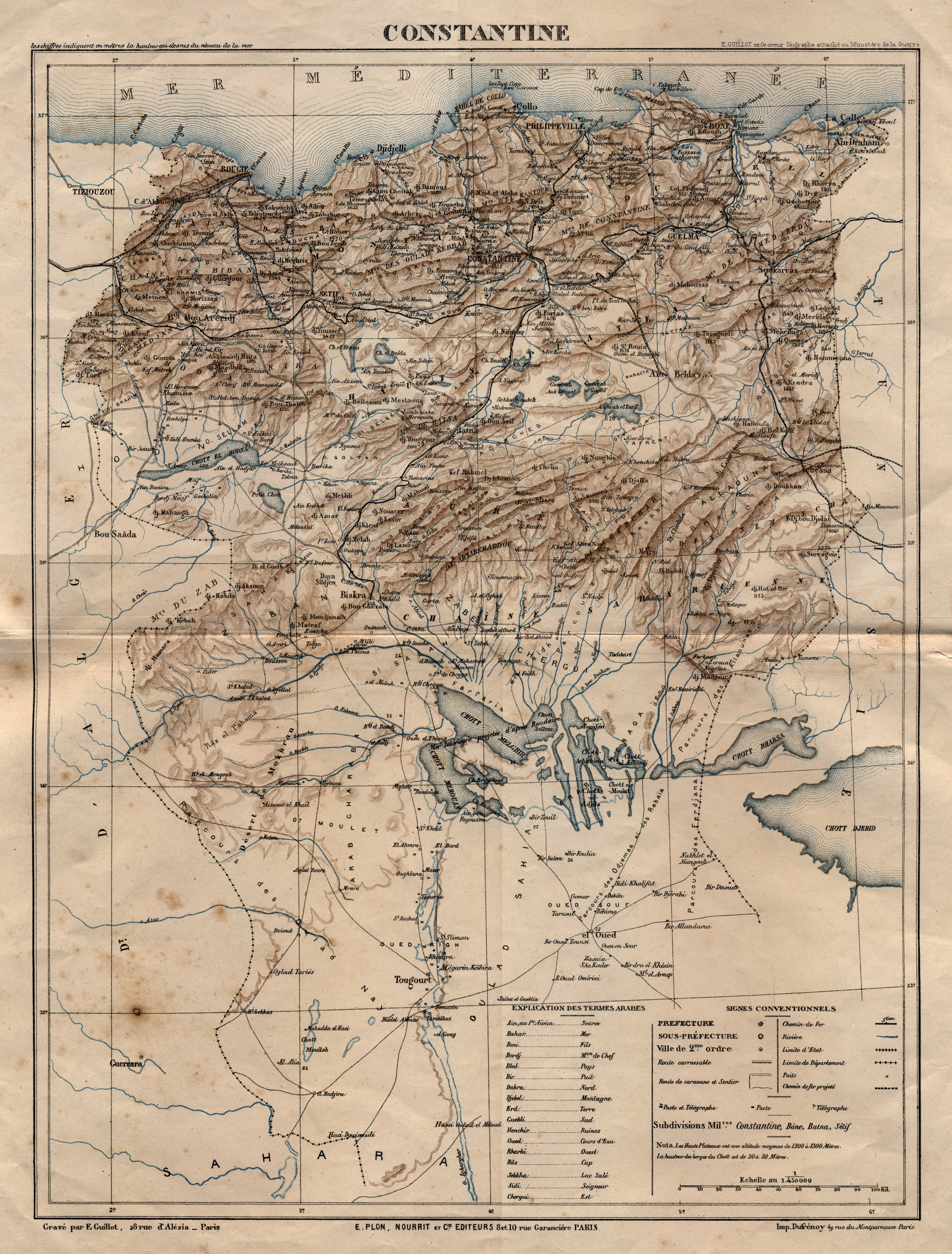
Mappa del dipartimento di Costantina

## Storia
La prima linea costruita dalla compagnia, nel 1879 fu la Costantina - Sétif, di interesse generale e la Maison Carrée - Alma - Ménerville di interesse locale. Il 30 giugno 1880 in seguito ad una convenzione siglata con il governatore Grévy ottenne l'autorizzazione a costruire la Sétif - Ménerville, di 254 km, la El-Guerrah - Batna di 80 km (a scartamento ridotto) e ulteriori tratte da definire.
Per raggiungere Algeri, da Maison Carrée, i treni della "Est" utilizzarono una sezione della linea PLMA Algeri-Orano concedendo in cambio a quella compagnia il diritto d'uso della stazione di Costantina.
In base a una legge del 2 agosto 1880 la compagnia dell'Est ottenne anche la concessione, approvata il 23 agosto 1883, per la Ménerville - Tizi Ouzou di 54 km, aperta tra 1886 e 1888.
Ottenne poi la concessione per tre linee diramate: 
- la Batna - Biskra di 121 km (convenzione del 3 giugno 1883; aperta il 1º luglio 1888);
- la Beni Mansour - Bougie di 88 km (convenzione del 9 giugno 1883; aperta il 24 marzo 1889) e,
- la Ouled Rahmoune - Aïn Beïda[1] a scartamento ridotto, di 92 km, aperta l'11 luglio 1889[3].

Una convenzione con il Dipartimento di Costantina siglata il 12 ottobre 1895 e rimaneggiata nel 1899, portò alla costruzione della ferrovia di interesse locale Aïn Beïda - Khenchela di 54 km, a scartamento ridotto; questa venne inaugurata il 10 giugno 1905.
La rete della compagnia venne riscattata dallo Stato il 25 agosto del 1907. La presa effettiva in carico alla Compagnie des chemins de fer algériens de l'État avvenne con la legge 12 maggio 1908.
L'ultima ferrovia a scartamento ridotto, Biskra - Touggourt, di 217 km, la cui costruzione era stata intrapresa fu completata dalla Compagnie de l'État e aperta il 2 maggio 1914.

## Materiale rotabile

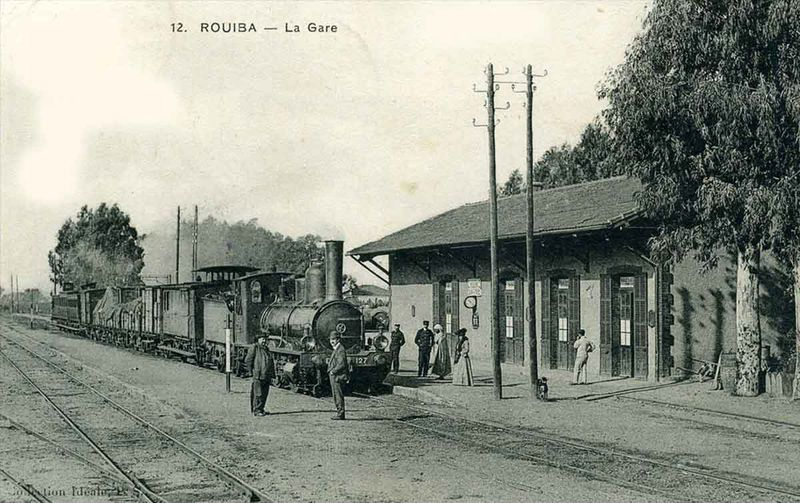
Locomotiva n. 127 in sosta nella stazione di Rouiba, sulla linea di Costantina

La maggior parte delle locomotive a vapore della compagnia furono fornite dalla Société Alsacienne de Constructions Mécaniques (SACM).
(sono comprese anche quelle consegnate dopo il riscatto del 1907 ma ordinate dalla compagnia).

### Locomotive a vapore a scartamento normale (1435 mm)
| gruppo           | rodiggio | anni costruzione | fabbrica               | stabilimento | note  |
| 01 a 07          | 030      | 1880-1886        | Cail                   | Denain       |       |
| 08-17, 101       | 030      | 1880, 1886,      | SACM                   | Mulhouse     |       |
| 21-23            | 130      | 1901             | Burnham, Williams & Co | USA          | [ 4 ] |
| 102-112, 122-127 | 030      | 1881-1886        | SACM                   | Mulhouse     |       |
| 113-118          | 030      | 1881             | Fives                  | Lilla        |       |
| 128-135          | 030      | 1887-1891        | SACM                   | Belfort      |       |
| 201-203, 211-220 | 230      | 1904-1907        | Fives                  | Lilla        | [ 5 ] |
| 221-242          | 230      | 1911             | SACM                   | Belfort      |       |
| 243-267          | 230      | 1913             | Fives                  | Lilla        |       |
| 511-513          | 030t     | 1891             | SACM                   | Belfort      |       |

### Locomotive a vapore a scartamento ridotto (1055 mm)
| gruppo                  | rodiggio        | anni costruz.          | fabbrica | stabilimento | note  |
| 01-04                   | 031t            | 1887                   | SACM     | Mulhouse     | [ 6 ] |
| 05-08, 11-13, 14, 25-30 | 031t            | 1894, 1904, 1913, 1914 | SACM     | Belfort      |       |
| B1-B4, B7-B12           | 230             | 1903, 1906             | SACM     | Belfort      | [ 7 ] |
| 301-303                 | 220t            | 1895                   | SACM     |              |       |
| 501-510                 | 230             | 1914                   | SACM     | Belfort      |       |
| 601-608                 | 030-030t Mallet | 1909                   | SACM     | Belfort      | [ 8 ] |